# 조성희 (여자 배우)
조성희는 대한민국의 배우이다.

## 학력
- 중앙대학교사범대학부속초등학교 (졸업)
- 경원중학교 (졸업)
- 반포고등학교 (졸업)
- 성신여자대학교 학과미상 (졸업)
- 청주대학교 대학원 연극영화학과 (졸업)
- 청주대학교 대학원 영화언론콘텐츠학과 (졸업)

## 경력
- 2020년 제15회 대한민국 대학영화제 심사위원
- 2021년 제4회 대한민국예술축전 영화부문 심사위원

## 출연작

### 영화
- 《전지적독자시점》 (2025년) - 금호역 주민4 역
- 《당골》 (2025년) - 이춘희 역
- 《로망스》 (2025년) - 사회복지과장 역
- 《숨바꼭질》 (2024년) - 교사 역
- 《똑같아요》 (2024년) - 주민1 역
- 《열여덟청춘》 (2023년) - 미술교사 역
- 《폭로》 (2023년) - 상우팬4 역
- 《갖고싶은것들》 (2022년) - 선혜 역(주연)
- 《장례식》 (2022년) - 다방레지 역
- 《마지막 한끼》 (2022년) - 이미연 역
- 《전주에서 길을 묻다》 (2021년) - 조성희 역(주연)
- 《구원》 (2021년) - 윤락녀2 역
- 《오케이!마담》 (2020년) - 에어하와이 홍보팀 직원 역
- 《슈팅걸스》 (2020년) - 응급의사/간호사1 역
- 《조선주먹》 (2020년) -  독서회춘자 역
- 《여배우들의 동행》 (2019년) - 성희 역(주연)
- 《아직 사랑하고 있습니까?》 (2019년) - 김비서 역
- 《정희》 (2019년) - 성희 역(주연)
- 《건달티처》 (2019년) - 교무실 선생 역
- 《엑시트》 (2019년) - 택시손님 역
- 《귀신의 향기》 (2019년) - 아영모 역
- 《내안의그놈》 (2019년) - 문학교사 역
- 《너의 결혼식》 (2018년) - 방송메인작가 역
- 《어린이집 가는 날》 (2017년) - 성희 역(주연)
- 《토끼, 노란 꽃과 다른 것들》 (2014년) - 선생님 역
- 《하루애》 (2014년) - 엄마 역(주연)

### 드라마
- 2025년 딜리셔스 - 원장 역
- 2024년 디즈니플러스 강남비사이드 - 김장호 왕언니 콜걸2 역
- 2024년 왓챠 초고속결혼후열애중 - 동료2 역
- 2023년 디즈니플러스  최악의 악 - 상규처 역
- 2022년 ENA 사장님을잠금해제 - 마녀 역
- 2021년 웹드라마 팽 - 아라보살 역
- 2019년 TV조선 카페푸른여인 - 여행객여 역
- 2014년 SBS 사랑만할래 - 종업원 역
- 2014년 TV조선 파랑새는 있다 - 동네친구 역